# New Marshfield
New Marshfield es un lugar designado por el censo (en inglés, census-designated place, CDP) ubicado en el condado de Athens, Ohio, Estados Unidos. Según el censo de 2020, tiene una población de 316 habitantes.

## Geografía
La localidad está ubicada en las coordenadas 39°19′28″N 82°13′1″O / 39.32444, -82.21694. Según la Oficina del Censo de los Estados Unidos, New Marshfield tiene una superficie de 1.02 km² de tierra y 0.003 km² de agua.

## Demografía
Según el censo de 2020, hay 316 personas residiendo en New Marshfield. La densidad de población es de 309.80 hab./km². El 92.4% de los habitantes son blancos, el 1.3% son amerindios, el 0.9% son asiáticos y el 5.4% son de una mezcla de razas. Del total de la población, el 0.9% son hispanos o latinos de cualquier raza.